# Naras I
Naras I is een bestuurslaag in het regentschap Pariaman van de provincie West-Sumatra, Indonesië. Naras I telt 2101 inwoners (volkstelling 2010).